# 1: Nenokkadine
1: Nenokkadine é um filme de suspense psicológico produzido na Índia e lançado em 2014 sob a direção de Sukumar.
Produzido com um orçamento de ₹ 70 crores, foi o filme em telugu mais caro na época de seu lançamento. 1: Nenokkadine foi lançado em 10 de janeiro de 2014 em cerca de 1.500 telas durante a temporada do festival de Sankranti, enquanto a versão dublada em tamil intitulada Número 1 foi lançada em 2015. Arrecadando mais de US $ 1,327 milhão, 1: Nenokkadine tornou-se o quarto filme em telugu de maior bilheteria nas bilheterias dos Estados Unidos na época. O filme não teve sucesso comercial nas bilheterias, mas ganhou um culto de seguidores ao longo dos anos. O filme ganhou três prêmios de oito indicações no 4º South Indian International Movie Awards e dois prêmios no 11º CineMAA Awards. O filme é considerado um dos "25 Maiores Filmes Telugu da Década" pela Film Companion.